# D27 (Gers)
De D27 is een 13,9 km lange departementale weg, die in het Franse departement Gers (regio Occitanie) van oost naar west loopt.

## Loop van de D27
De D27 loopt in het westen van Masseube, naar de D12 in het oosten. De D27 gaat door heuvelachtig gebied.
Door de noord-zuid ligging van de heuvelruggen in het zuidoosten van de Gers zijn er in de oost-westverbindingen vaak veel hoogteverschillen en (scherpe) bochten. De gemiddelde snelheid op die wegen zal, vooral als ze smal zijn, eerder in de buurt van 45 dan 60 km/h liggen. Landschappelijk zijn ze meestal afwisselend en mooi.

## Plaatsen aan de D27
Van west naar oost:
| - begint bij de D929 - Masseube - kruist de Gers | - kruist de D139 - kruist de D171 - kruist de D220 | - kruist de D40 - kruist de D283 - kruist de D238 | - gaat over in D12 |  |